# Papa Wemba
Jules Shungu Wembadio Pene Kikumba, dit par convenance Papa Wemba, né le 14 juin 1949 à Lubefu au Congo belge et mort le 24 avril 2016 à Abidjan ,, est un chanteur, auteur-compositeur et acteur congolais. Il est le cofondateur et dirigeant du label Viva la Musica avec son ex-maîtresse Shagi Sharufa et la famille .

## Biographie
Alors que Papa est encore un bébé, la famille s'installe à Léopoldville, capitale du pays, alors colonie belge.
Son père, ancien soldat qui a combattu dans l'armée belge pendant la Seconde Guerre mondiale, est devenu chasseur. Sa mère est pleureuse professionnelle, élément traditionnel essentiel des soirées funéraires ou veillées mortuaires. En entraînant régulièrement son fils avec elle, elle l'initie à la musique et au chant, ce qui très tôt passionne l'enfant. Il cultive une voix de ténor particulière et devient chanteur en suivant les traces de sa mère. Néanmoins, son père est opposé à ce que son fils devienne musicien et rêve pour lui d'une carrière de journaliste ou d'avocat.
Au milieu des années 1960, il est élève à l'École Pigier à Kinshasa et est chanteur dans la chorale religieuse, en dehors de l'école. En 1966 disparaît le père de Papa Wemba, il s'oriente alors vers la musique populaire kinoise dans son quartier de Matonge, le berceau de la musique congolaise, et prend le pseudonyme de « Jules Presley ».
Il meurt le 24 avril 2016 à Abidjan en Côte d'Ivoire d'un malaise cardiaque à l'âge de 66 ans, alors qu'il se produisait à la 9e édition du festival des musiques urbaines d'Anoumabo. Son malaise a été vu par les téléspectateurs en direct à la RTI (télévision ivoirienne),. Après un deuil national de trois jours, ses obsèques nationales ont lieu le 4 mai à la Cathédrale Notre-Dame du Congo de Kinshasa et il est inhumé au cimetière de la Nécropole Entre Ciel et Terre à Mbenzale dans la commune de la N'Sele, dans la périphérie Est de Kinshasa, en présence de plus d'un millier de personnes réunies.
De son union, officialisée le 9 août 2014, avec Marie-Rose Luzolo, dite « Amazone », Papa Wemba a eu plusieurs enfants.

### Carrière musicale
En 1980, il fait le tour de l’Afrique avec son tube Analengo, qui se vend à 60 000 exemplaires.
En 1988, Papa Wemba fait une tournée internationale, du Japon aux États-Unis en passant par l'Europe, notamment en Belgique. Au milieu des années 1990, il fait la connaissance de l'homme qui va donner un second souffle à sa carrière musicale, Peter Gabriel. Il assure la première partie de sa tournée américaine et européenne en 1993. Papa Wemba a alors beaucoup de succès en matière de world music, avec des titres comme Maria Valencia, Yolele, Sofélé...
En 1995, l'album Emotion le révèle au rang des grandes figures de la world music. Deux ans plus tard, Papa Wemba est déclaré meilleure vedette africaine aux Kora 1997.
L'album Molokaï, sorti en juin 1998, est le troisième album de Papa Wemba sur le label Realworld.
En 1999, il se produit au Forest National de Bruxelles.
En 2011, il participe au festival Mawazine à Rabat (Maroc).

#### Carrière musicale
Homme solidaire et bon team player durant sa longue carrière, Papa Wemba collabore avec Tabu Ley Rochereau et son groupe Afrisa, Martin Meissonier (producteur de King Sunny Adé et de Ray Lema), Peter Gabriel, Ray Lema, Manu Dibango, Koffi Olomidé, Youssou N'Dour, Pepe Kalle, le vieux Wendo Kolosoy, Lutumba Simaro, Kwamy Mussy, et ses vieux copains de Zaïko (Evoloko Jocker, Bozi Boziana, Efonge Gina, Mavuela Somo) les quatuors du Clan Langa Langa, Alpha Blondy, Aretha Franklin participe à l'album Emotion Fa Fa, Lokua Kanza, Angélique Kidjo, Salif Keïta, JB Mpiana, Singuila, Ophélie Winter, Manu Dibango, Jackson Babingui, Youssou N'Dour et l'orchestre Aragon de Cuba.
Avec près de cinquante ans de carrière, il est considéré comme une des légendes de la musique congolaise et africaine. S'il n'est pas le créateur de la rumba congolaise, il en est un pilier, et propulse ce genre à l'échelle internationale. Il participe tout de même aux débuts du soukous. La rumba reste sa référence, malgré le fait qu'il aborde d'autres autres styles comme, entre autres, le rock, le ndombolo et la world music.

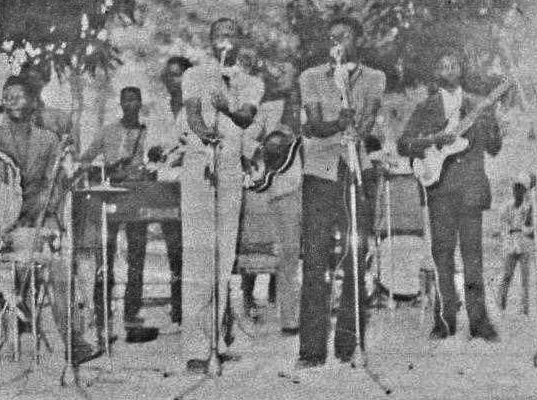
Papa Wemba avec Zaïko Langa Langa en 1971.

En 1969, il est le cofondateur de Zaïko Langa Langa avec Jossart N'Yoka Longo, Evoloko, Pépé Felly et Andy Bimi Ombalé (venu du groupe Stukas). Il quitte le groupe en 1974 pour fonder Isifi Lokolé (en), puis Yoka Lokolé avec entre autres Mavuela et Mbuta Mashakado. En 1977, il fonde Viva La Musica avec sa maîtresse Shagi Sharufa.
À la fin des années 1970, Papa Wemba est un des représentants les plus célèbres du mouvement de la SAPE.
Il est le deuxième artiste congolais (le premier étant Tabu Ley Rochereau) à signer avec un éditeur musical international, Real World de Peter Gabriel, avec qui il publiera trois albums : Le Voyageur (1992), Emotion (1995), Molokaï (1998).
En 1980, il sort son premier succès panafricain Analengo. En 1986, il s’installe en France et débute dans le cinéma avec La vie est belle. En 1989, il se fait connaître aux États-Unis grâce à la revue Africa Oyé. En 1999, deux de ses titres, Maria Valencia et le Voyageur, sont choisis par le réalisateur italien Bernardo Bertolucci pour son film Paradiso e inferno.

### Acteur de cinéma
En 1987, Papa Wemba  s'ouvre au 7ème art, il est l'acteur principal du film belgo-zaïrois La vie est belle, de Ngangura Dieudonné Mweze et Benoît Lamy. Il compose une bonne partie de la bande originale de ce film.
Papa Wemba apparaît également en 1997 dans Combat de fauves de Benoît Lamy. Les acteurs principaux du film sont Ute Lemper et Richard Bohringer.
En 2012, Papa Wemba joue un petit rôle dans le film dramatique belge Kinshasa Kids de Marc-Henri Wajnberg.

## «Affaire des visas»
En 2003, Papa Wemba est suspecté de se trouver au cœur d'une affaire de trafic de visas et d'aide à l'immigration clandestine, à travers ses tournées musicales entre son pays, la république démocratique du Congo, la France et la Belgique. Le 17 février 2003, il est interpellé à Paris et maintenu en détention pendant trois mois et demi. Le 16 novembre 2004, le tribunal correctionnel de Bobigny (France) le condamne à trente mois de prison, dont quatre fermes déjà purgés en 2003, et 10 000 € d’amende pour « aide au séjour irrégulier de clandestins sous couvert de ses activités musicales »,.

## Discographie
- 1969 : Madrigal (chez Stukas Boys)
- 1970 : Pauline (Avec Zaïko Langa Langa)
- 1971 : Maguy, Mamie, Béa Majorette (chez Zaïko Langa Langa)
- 1972 : L'amoureux Déçu, Khadi Ya Maman, Zina Zonga (Bibi Ya Rose) (chez Zaïko Langa Langa)
- 1973 : C'est la Vérité, Chouchouna, Liwa Ya Somo (chez Zaïko Langa Langa)
- 1974 : Miyélélé/Omanga (chez Zaïko Langa Langa)
- 1975 : Amazone, Ainsi Va La Vie (Isifi Lokolé)
- 1976 : Matembele Bangi, Lisuma ya Zazu, Mama Wali (Yoka Lokolé)
- 1977 : Mere Supérieure, Ebale Mbonge, Mabele Mokonzi, Bokulaka
- 1978 : Princesse ya Senza, Zonga Zonga, Muana Molokaï, Ekoti Ya Nzubé, Aïssa Na Zoé (première version), Fleur Bétoko, Mwanango
- 1978 : Anibo, Chérie Lipasa (avec Koffi Olomidé)
- 1979 : Samaritain, Ata Nkalé, Ndako Ya Ndélé (avec Eménéya Djo Kester)
- 1979 : Ma Nalo, Élu Sharufa, Île De Gorée, Déception
- 1979 : Lèvres Roses, Ngambo Moko (avec Rochereau et l'Afrisa), Télégramme (avec Simaro)
- 1980 : Eve Paradis
- 1980 : Signorina, Amena (duo avec Pepe Kalle), Loni, Jeune 1er, Est-Ce Que Tu Sauras
- 1980 : Mobembo Okendé Djamusket, Antaya (avec Josky Kiambukuta et Lutumba Simarro
- 1981 : Zéa, Mélina La Parisienne, Ufukutanu, Analengo (version originale)
- 1981 : Astrida 2ème version de Olemi Eshar, Yuvisa de Olemi Eshar en collaboration avec le Clan Langa Langa
- 1982 : Événement, Rendre à César, Bato Ya Masuwa et Efeka Mandundu (avec Wendo Kolosoy)
- 1982 : Santa, Matebu Dido Senga, Zéa [deuxième version] (avec Martin Meissonier)
- 1983 : Rythm Molokaï, Fleur Betoko [autre version], Muana'ngo (autre version), Bukavu Dawa, Eliana, Ozia
- 1983 : Lomamie (avec le Clan Langa Langa)
- 1984 : Proclamation, Champs Elysées (avec Stervos Niarcos), Malimba (avec Hector Zazou)
- 1984 : Miss bessengue, Eben
- 1985 : Arc de Triomphe, Faux diamant (avec Lita Bembo, Bozi Boziana et Espérant)
- 1985 : Mfumu Yani (version originale)
- 1985 : Fille De Sion, Maningo (avec Maziya Leya)
- 1985 : Destin ya Moto
- 1985 : Beau Gosse ya Paris, Petite gina (version originale)
- 1986 : Bana Viva Fungola Ngai Love Kilawu, Galilée (première version)
- 1986 : Au Japon (live)
- 1986 : L'Esclave
- 1987 : Love Kilawu
- 1987 : La Vie Est Belle
- 1987 : Dernier Coup De Sifflet, Nostalgie Personnelle, Chérie Adé, Kinshasa Brazza (avec Stervos Niarcos)
- 1988 : M'fono Yami
- 1989 : Siku ya Mungu
- 1989 : Biloko ya Moto-Adidas Kiesse, Mokili-Ngele
- 1992 : Le Voyageur (Real World)
- 1994 : Foridoles
- 1995 : Emotion (Real World no 52)
- 1995 : Pole Position
- 1996 : Wake Up (Duo avec Koffi Olomidé)
- 1997 : Nouvelle Écriture
- 1998 : Molokaï (Real World no 71)
- 1998 : Nouvelle Écriture dans L, So Why (avec Yousudu)
- 1998 : Ya Biso Moko avec Nouvelle Écriture
- 1999 : Mzée fula-ngenge
- 1999 : Muana Matebu
- 2000 : A La Une
- 2001 : Bakala Dia Kuba
- 2003 : Somo Trop
- 2004 : Muana Molokaï
- 2005 : Bazonkion
- 2006 : Bravo l'Artiste
- 2006 : Nkunzi Lele
- 2008 : Kaka yo
- 2009 : Notre Père (Rumba)
- 2010 : 16e Arrondissement de Modogo Gian Franco, feat. Papa Wemba
- 2011 : Trait d'union (Rumba)
- 2014 : Maître d'école (Rumba na Rumba)
- 2016 : Forever de Génération en Génération en featuring avec Sekouba Bambino, Nathalie Makoma, Mj 30 et Diamond Platnmz

## Clips (DVD et VHS)
- 1997 : Nouvelle Écriture
- 1999 : Ya Biso Moko avec Nouvelle Écriture
- 2000 : Fula Ngenge
- 2001 : A La Une
- 2005 : Somo Trop
- 2005 : Bazonkion
- 2006 : Ye te oh !
- 2007 : Nkunzi Lele
- 2008 : Kaka yo
- 2010 : Notre Pere (Rumba)
- 2010 : 16e Arrondissement de Modogo Gian Franco avec Papa Wemba
- 2011 : Trait d'union (Rumba)
- 2014 : Maître d'école (Rumba na Rumba)

## Honneurs et distinctions
- Kora du Meilleur Artiste Masculin d'Afrique à l'édition de 1996[16]
- Commandeur de l'Ordre national de la Côte d'Ivoire (posthume)
- Grand Officier dans l’Ordre national des héros nationaux Kabila-Lumumba (posthume)

## Hommages
- Trésor Kibangula, « Hommage. Il était notre Papa »[17], in Jeune Afrique, no 2887, du 8 au 14 mai 2016, p. 12-15 (dossier)
- Le saxophoniste Marc Thomas publie en 1991 le CD Papa Wemba, Le Voyageur chez Real World Records[18].
- Le réalisateur Elvis Adidiema[19] consacre un documentaire de 120 minutes à la légende de la rumba congolaise en 2018[20] produit par TRACE. L'histoire de Papa Wemba retrace la vie de l'artiste au travers le regard de ceux qui l'ont aimé. Il s'agit du premier documentaire notable d'Elvis Adidiema.